# Rock My Heart
Rock My Heart (en español: Sacudes mi corazón) es una canción Eurodance del músico trinitense Haddaway, lanzada el 9 de enero de 1994 como el cuarto y último sencillo de su obra debut: The Album.
Fue número 1 en Israel durante dos semanas y un éxito en Europa, alcanzando el puesto 7 del European Hot 100 Singles e ingresando al top 10 de Alemania, Bélgica, Dinamarca, Finlandia, Irlanda, el Reino Unido y Suiza.

## Historia
La canción fue escrita y producida por Dee Dee Halligan y Junior Torello. Tuvo éxito en las listas de varios países y se convirtió en uno de los mayores éxitos de Haddaway.
Entró en la lista europea de airplay Border Breakers el 26 de marzo de 1994, debido a la difusión en Europa y debutó en el número 16. Alcanzó la tercera posición el 23 de abril.
En el Reino Unido, el sencillo alcanzó el número 9 en su tercera semana, el 10 de abril de 1994. Además subió al Top 20 en Austria, España, Francia, Países Bajos y Suecia.
Fuera de Europa alcanzó el número 7 en el Canadian RPM Dance Chart y el número 25 en el Billboard Dance/Electronic Singles Sales.

## Videoclip

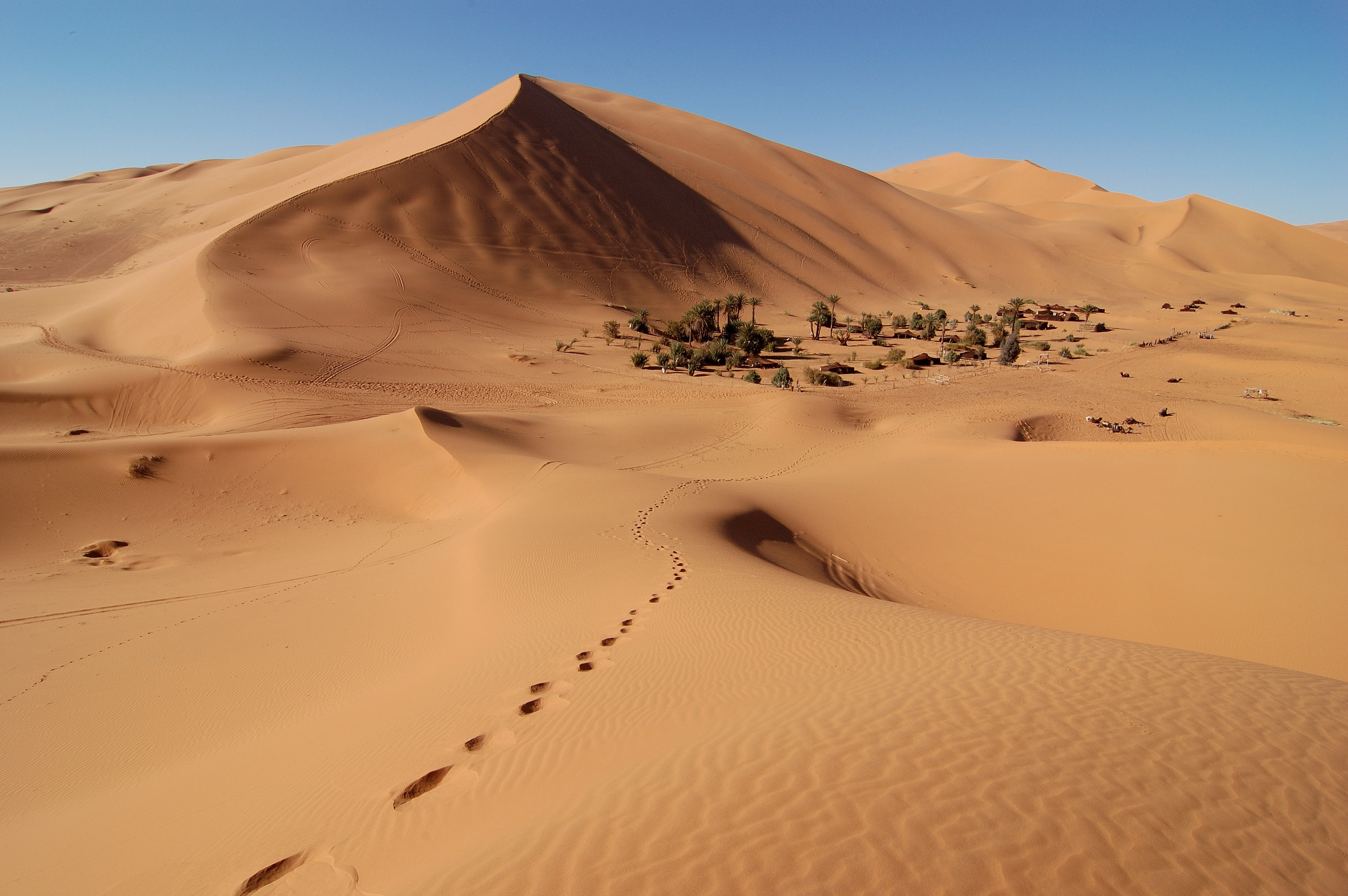
En el videoclip, Haddaway busca un oasis.

El video musical luce a la corista Natascha Wright, quién también había trabajado con DJ BoBo y La Bouche.
Haddaway vestido de blanco se encuentra en el desierto, una mujer recostada en la arena y dos bailarinas pintadas de oro y plata lo acompañan. Él busca agua, aparece Natascha con vestido rojo y un peinado donde su cabello parece ramitas: simbolizando el árbol de un oasis. Haddaway bebe desesperadamente de una vasija, las bailarinas lucen su danza como victoria y él se enreda en ramas.
El video fue subido a YouTube de manera oficial en octubre de 2012 y contaba más de 7.6 millones de visualizaciones, en agosto de 2021.

## Crítica
El editor de AllMusic, José Promis, escribió: «brilla tan espectacularmente como Life y What Is Love». Billboard consideró a la canción entre las ofertas más potentes del álbum. Music & Media dijo: «escoltado por sus cantantes femeninas de fondo, Haddaway rebota como un mago de pinball en un trampolín sintetizador».
Alan Jones de Music Week le dio cuatro de cinco estrellas y escribió: «Este ajetreado delimitador es más parecido al estilo house feliz de Life y What Is Love, aunque con algunas frases de sintetizador similares a Cappella. Como con todas las canciones de Haddaway, es más contagioso que el resfriado común».
James Hamilton de la revista RM Dance Update la declaró: «un típico euro galope cursi de 130 bpm». El periódico británico Reading Post llamó a la canción efervescente, añadiendo que debería seguir a sus otras en las listas y señalaron un innegable camino con este tipo de euro synth pop repetitivo.